# برگ‌بوی خاور دور
برگ‌بوی خاور دور (نام علمی: Lindera obtusiloba) نام یک گونه از سرده برگ‌بوهای چاشنی است.